# Détroit de Sullorsuaq
Le détroit de Sullorsuaq, également connu sous les termes de détroit de Vaigat, en danois, est un bras de mer situé dans l'ouest du Groenland.
Le détroit, qui s'étend sur 90 km de long, se développe entre l'île de Disko et la péninsule de Nussuaq. Saqqaq est l'une des principales localités baignées par le détroit de Sullorsuaq,.

## Géographie

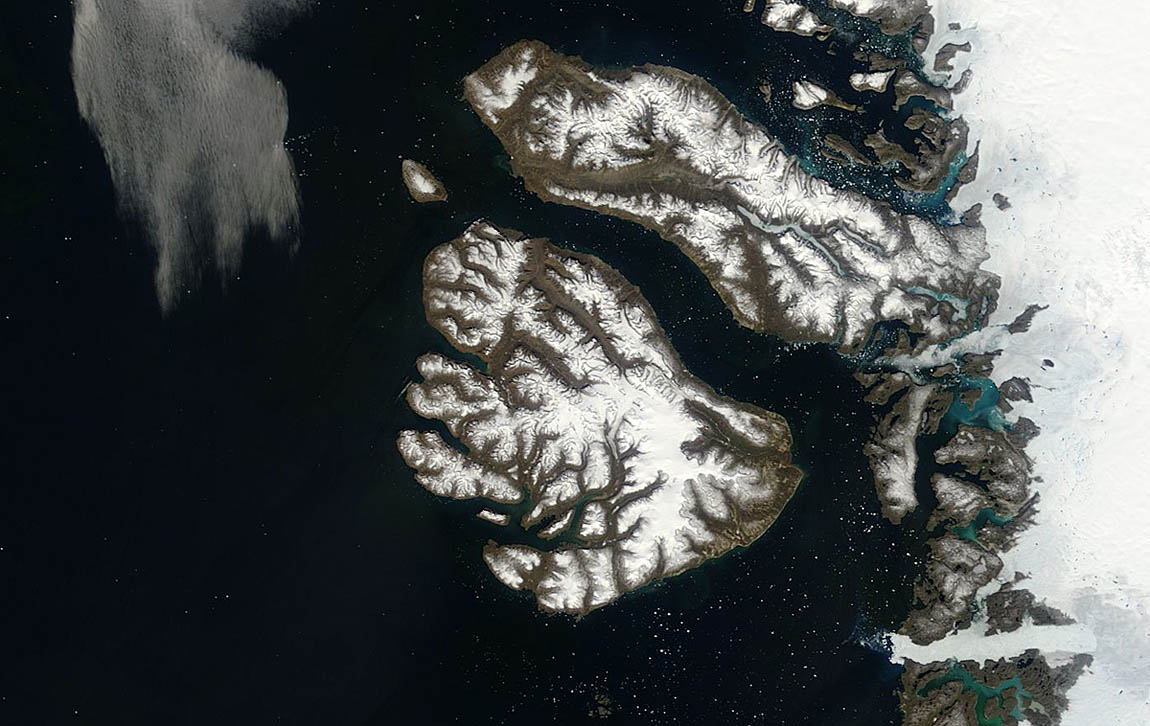
Vue satellite du détroit, ici entre l'île de Disko et la péninsule de Nussuaq.

Le détroit se développe sur une longueur totale de 90 km et s'étend sur une largeur qui varie entre un minimum de 15 km et un maximum de 20 km.
Le détroit de Sullorsuaq vient séparer l'île de Disko, à l'ouest, du reste du Groenland, à l'est. Il relie la baie de Disko, située au sud dans le détroit de Davis, à la baie de Baffin, qui s'étend au nord. Les fjords de Nuuk et de Mudderbugten (ceb), en rive ouest, les fjords de Langebugt (coordonnées géographiques 69° 31′ N, 51° 05′ O) et de Torsukatak (en) (69° 56′ N, 51° 00′ O) en rive est, s'ouvrent sur le bras de mer. Les rives du détroit, comme celles de la baie de Disko, ont vu apparaître un « processus de concentration humaine » et il borde les localités, et les établissements, de Saqqaq — située à 30 km du nord-est de l'île de Disko via le Vaigat —, de Qullissat, de Serfarsuit (70° 20′ N, 54° 23′ O), d'Ujarasussuk (69° 52′ N, 52° 27′ O), et de Nussuak (ceb),. Le détroit baigne également les côtes de Kangeq et de Nussutaq (coordonnées géographiques 70° 39′ N, 54° 36′ O), des promontoires de petites tailles. Le détroit est borné, dans sa partie nord-est, par l'île de Qeqertarsuatsiaq (en),.

## Hydrologie et océanographie
La température du détroit observée à sa surface varie actuellement entre un minimum de  et un maximum de . Sur une période allant de 5 000 à 3 860 ans AP, la température de surface des eaux du détroit est influencée par le courant d'Irminger. De récentes recherches paléocéanographiques et climatologiques ont montré que cette température, en saison estivale, a atteint un pic de réchauffement il y a environ 3 000 années AP, cette période correspondant à la fin de l'optimum climatique de l'Holocène. Après cette phase, les eaux du détroit ont été directement impactées par les évolutions climatiques et océanographiques de la zone nord-atlantique.

## Géologie
Les côtes bordant le détroit de Sullorsuaq ainsi que les parties centrales de l'île de Disko et de la péninsule de Nussuaq sont, entre autres, composées d'un ensemble de couches stratigraphiques désignées sous les termes de « formation de Vaigat ». Cette formation lithostratigraphique, d'une épaisseur allant de 0 à 1 600 m, est apparue au cours du Paléocène, vers 62-61 MA av. J.-C., lors d'un épisode volcanique. Les roches constituant la formation de Vaigat sont notamment l'olivine et la picrite,.

## Hydronymie
L'hydronyme du détroit groenlandais a été dénommé sous la forme de « Way-Gat » par un baleinier hollandais, au cours du XVIe siècle. En danois, le nom de ce bras de mer est Vaigat et correspond au terme Sullorsuaq, en groenlandais.

## Histoire

### Préhistoire
Une présence est attestée sur les rives de Sullorsuaq dès le IIIe millénaire av. J.-C., avec la culture de Saqqaq, une culture archéologique qui tire son nom du site éponyme de Saqqaq-Niaqornaarsuk,,,.

### Époque contemporaine
Dans le cadre d'investigations sur des gisements de houille et de graphite, le détroit a fait l'objet d'une expédition polaire en 1909. Cette expédition, également menée sur le littoral de l'île de Disko et sur la partie sud de la péninsule de Nussuak, était composée du géologue suisse Arnold Heim et du paléontologue J. P. J. Ravn.
Le site archéologique de Saqqaq Niaqornaarsuk est mis au jour en 1948 par Hans Kristian Mosegaard, un archéologue danois amateur,,,,. De nombreuses pièces d'industrie lithique (comprenant divers outils), associées à des têtes de harpons et des couteaux ulu, y sont alors mis en évidence,,,,,. Après avoir opéré un inventaire des artefacts découverts par Mosegaard, l'archéologue Jørgen Meldgaard conduit un chantier de fouilles sur le site groenlandais en 1953,,.

## Faune
Une zone humide, établie dans la partie sud-ouest des rives du détroit de Sullorsuaq, au point de coordonnées géographiques 69° 40′ N, 52° 00′ O, a été recensée comme étant un site écologique conservé par la convention de Ramsar. Ce site abrite notamment une population d'Eiders à tête grise (Somateria spectabilis) venant y nicher vers la fin de l'été et pendant la saison automnale. Au cours des mois de juillet et d'août, le site abrite également des Oies rieuses. La proportion de cette espèce d'oiseau de mer atteignant plus de 1 % de la population d'Oie rieuse recensée dans le monde. D'autres espèces appartenant à la famille des Anatidae, la Bernache du Canada, le Canard colvert et l'Eider à duvet, ont été aussi observées sur ce écologique.

## Pour approfondir